# Coupe d'Irlande féminine de football 2021
Navigation
Édition précédente Édition suivante
La Coupe d'Irlande féminine de 2021 est la 33e édition de la Coupe d'Irlande féminine de football. Cette compétition est organisée par la Fédération d'Irlande de football. Le Peamount United Football Club est le tenant du titre avec sa victoire en 2020.

## Organisation de la compétition
Quatre tours avec des matchs à élimination directe sont organisés pour déterminer le vainqueur de la compétition.
À cause des séquelles de la pandémie de Covid-19, la formule d'organisation de la compétition reste bouleversée par rapport aux formules habituelles. Seules les équipes participantes au championnat d'Irlande féminin de football sont inscrites. La présence de neuf équipes oblige à l'organisation d'un tour préliminaire.

## Tour préliminaire
le tour préliminaire oppose deux équipes pour leur permettre d'accéder aux quarts de finale. Ce match est déterminé par un tirage au sort qui a lieu le 3 août 2021 dans les locaux de la fédération irlandaises. Les quatre demi-finalistes de la saison 2020 sont exemptés du tirage au sort et donc directement qualifiés pour les quarts de finale. Les deux équipes tirées au sort sont : DLR Waves et Bohemian WFC. La rencontre est programmée pour le week-end du 15 août.
| Club recevant | Score | Club visiteur |
| ------------- | ----- | ------------- |
| Bohemian WFC  | 0-3   | DLR Waves     |

DLR Waves s'impose facilement à Dalymount Park sur le score de trois buts à zéro.

## Quarts de finale
| Quart de finale 1      | Shelbourne Ladies  | 1-0   | Cork City WFC |  |  |
| 4 septembre 2021 14:00 | Saoirse Noonan 57e | (0-0) |               |  |  |

| Quart de finale 2      | Galway WFC          | 1-0   | DLR Waves |  |  |
| 4 septembre 2021 19:30 | Chloe Singleton 82e | (0-0) |           |  |  |

| Quart de finale 3      | Wexford Youths WFC                        | 3-1   | Athlone Town Ladies | Ferrycarrig Park |  |
| 4 septembre 2021 18:30 | Ciara Rossiter 31e 74e · Ellen Molloy 89e | (1-0) | Emily Corbet        |                  |  |

| Quart de finale 4      | Treaty United | 0-2   | Peamount United                           |  |  |
| 5 septembre 2021 14:00 |               | (0-0) | Tiegan Ruddy 47e · Lauryn O'Callaghan 68e |  |  |

## Demi-finales
Le tirage au sort des demi-finales de la Coupe d'Irlande se déroule le 8 septembre 2021. La sélectionneuse de l'équipe nationale irlandaise Vera Pauw est chargée de tirer au sort les matchs.
| Demi-finale 1         | Shelbourne Ladies | 1-0   | Galway WFC | Tolka Park |  |
| 10 octobre 2021 14:00 | Noelle Murray 30e | (1-0) |            |            |  |

| Demi-finale 2         | Peamount United     | 1-3             | Wexford Youths WFC                           | Greenogue |  |
| 10 octobre 2021 16:00 | Áine O'Gorman 90+2e | (0-1, 1-1, 1-3) | Kylie Murphy 41e 94e · Lynn Marie Grant 100e |           |  |

## Finale
La finale oppose le Shelbourne Ladies Football Club tout nouveau champion d'Irlande au Wexford Youths Women's Football Club qui a terminé à la troisième place du championnat. Shelbourne Ladies est donc en position d'aller chercher un doublé coupe-championnat quand Wexford de son côté cherche à remporter une quatrième coupe d'Irlande.
Le match se déroule au Tallaght Stadium.
| Finale                 | Shelbourne Ladies | 1-3     | Wexford Youths WFC | Tallaght Stadium        |                         |
| 21 novembre 2021 17:30 | Ciara Grant 39e | (1-1)   | Lynn Marie Grant 32e · Kylie Murphy 50e · Edel Kennedy 74e | Arbitrage : Paula Brady | Arbitrage : Paula Brady |
| 21 novembre 2021 17:30 | Amanda Budden ; Jess Gargan (Abbie Larkin, 80), Pearl Slattery, Shauna Fox , Chloe Mustaki ; Jessica Ziu, Ciara Grant, Rachel Graham (Alex Kavanagh, 80), Jessie Stapleton ; Noelle Murray, Saoirse Noonan. | Équipes | Ciamh Gray; Della Doherty, Lauren Dwyer, Nicola Sinnott, Orlaith Conlon (Lynn Craven, 59); Lynn Marie Grant (Teegan Lynch, 73), Edel Kennedy, Aoibheann Clancy, Ellen Molloy (Sinead Taylor, 94), Ciara Rossiter; Kylie Murphy. | Arbitrage : Paula Brady | Arbitrage : Paula Brady |